# الخناشفة (أولاد بن حمادي)
الخناشفة هي إحدى مشيخات المملكة المغربية، تتبع جغرافيا لإقليم سيدي سليمان وإداريًا لأولاد بن حمادي. يقدر عدد سكانها بـ 11590 نسمة حسب الإحصاء الرسمي للسكان والسكنى لسنة 2004.